# Cuisine andalouse

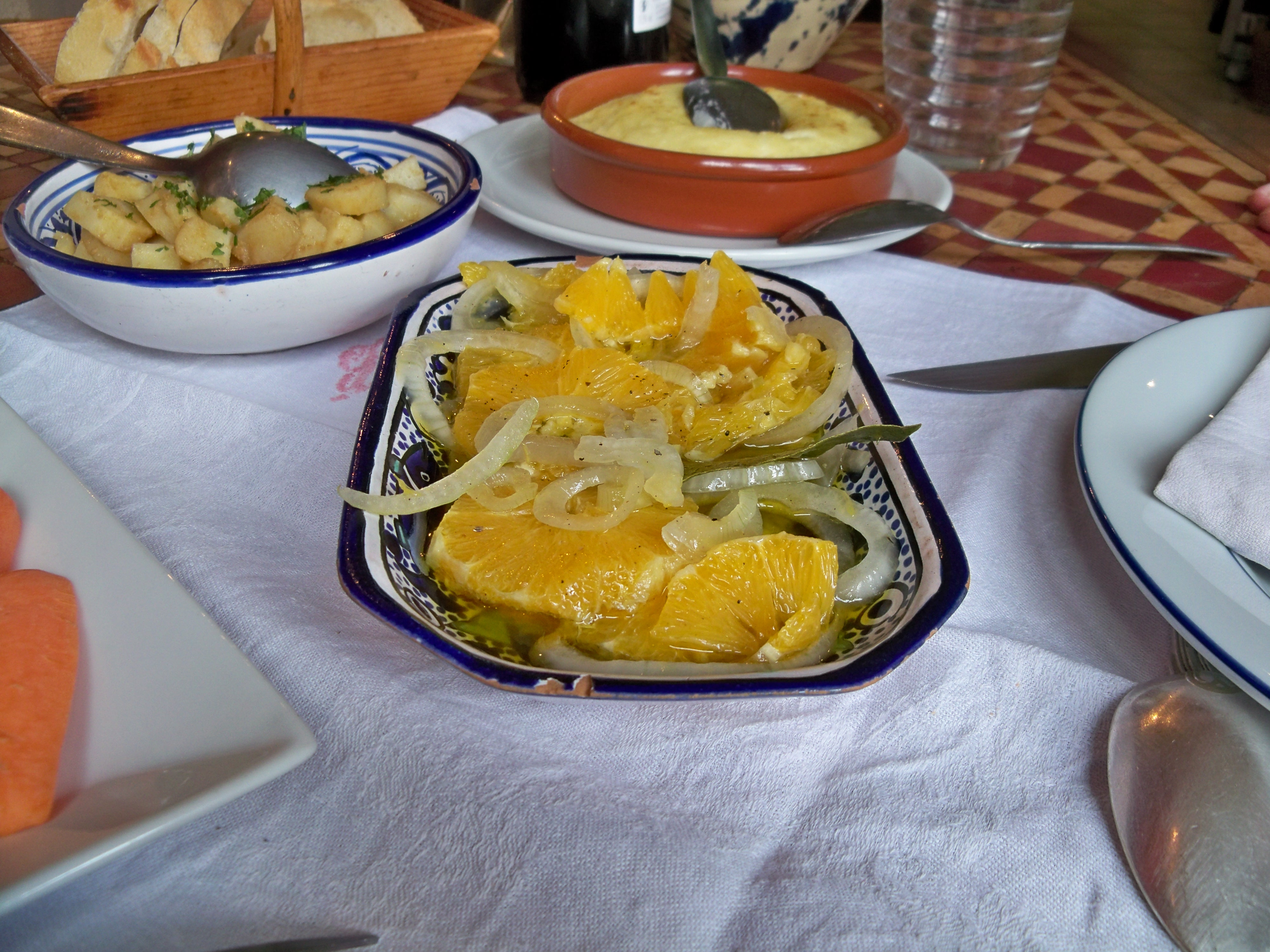
Salade d'oranges assaisonnée d'oignons et d'huile d'olive.

La cuisine andalouse est la cuisine issue de l'Andalousie, en Espagne. Parmi les plats notables, citons le gaspacho, le poisson frit (souvent appelé pescaíto frito dans la langue vernaculaire locale), les jamones de Jabugo, Valle de los Pedroches et Trevélez, et les vins de Jerez, en particulier le sherry. Le plus ancien livre de recettes connu de la cuisine andalouse date du XIVe siècle. 
Depuis 2009, le caballa de Andalucía (en français ; maquereau d'Andalousie) est enregistré comme  Indication géographique protégée (IGP). 

## Aliments frits
La friture dans la cuisine andalouse est dominée par l'utilisation de l'huile d'olive qui est produite dans les provinces de Jaén, Cordoue, Séville et Grenade. Malaga, Almería, Cadix et Huelva produisent également de l'huile d'olive, mais en plus petite quantité. Les aliments sont saupoudrés de farine a la Andaluza (c'est-à-dire uniquement de la farine, sans œuf ni autre ingrédient, mais pouvant inclure de la farine de pois chiche, notamment pour les pâtes à frire). Ils sont ensuite frits dans une grande quantité d'huile d'olive chaude.

## Poissons et crustacés
Avec cinq provinces côtières, la consommation de poissons et de crustacés est assez élevée : crevettes blanches de la baie de Cadix ; crevettes roses ; murex ; anchois ; petits calmars ; seiches ; bocas de la Isla, un plat de San Fernando qui utilise un crabe local capable de régénérer sa pince ; flet , etc.
La cuisine andalouse comprend également des plats de fruits de mer moins fréquents, comme les ortiguillas, des anémones de mer en pâte.

## Desserts

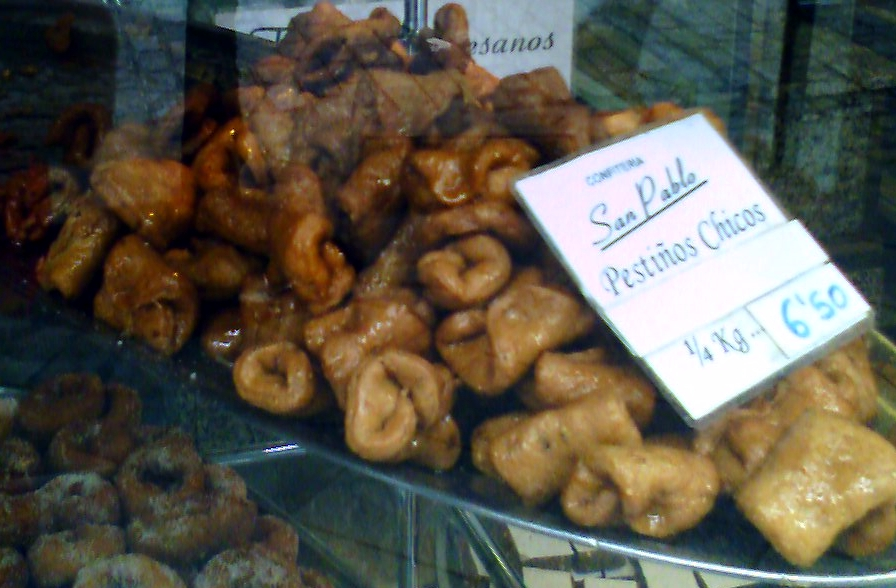
Pestiños de miel.

Le sucre a été introduit en Andalousie par les Maures vers le Xe siècle et cultivé à Grenade. Les desserts andalous sont fortement influencés par la cuisine andalouse médiévale arabe. Parmi les plats notables, citons les pestiños (une pâtisserie frite baignant dans le miel), l'amarguillo (une forme de macaron aux amandes) de Medina-Sidonia, les polvorones (biscuits aux amandes d'Estepa), le pain au lard, les beignets au vin, la torrija et les calentitos.

## Listes

### Plats
- Abajao
- Alcauciles rellenos
- Andrajos
- Ajo caliente
- Ajo harina
- Alboronía
- Ajoblanco
- Atún encebollado
- Erizos de mar
- Cazón en adobo
- Espetos
- Fideos con caballa
- Flamenquín
- Garbanzos con chocos
- Gaspacho
- Gazpachuelo
- Habas con jamón
- Huevos a la flamenca
- Migas andaluzas
- Mollete
- Lomo de orza
- Ortiguillas
- Papas con choco
- Pescado adobado
- Pescaíto frito
- Pipirrana
- Plato de los montes
- Porra antequerana
- Pringada
- Puchero andaluz
- Rabo de toro
- Remojón
- Salmorejo
- Urta a la roteña
- Zurrapa de lomo

### Desserts et confiseries
- Alfajor
- Almojábanas
- Alpisteras de Sanlúcar (Sanlúcar de Barrameda, Cadix)
- Amarguillo (Cadix)
- Bizcocho Marchenero (Marchena, Séville)
- Candié
- Entornao (Fuentes de Andalucía, Séville)
- Gachas dulces
- Granizado de almendra (Valle de Abdalajís et Alfarnate, Malaga)
- Hojaldrina
- Indalotes (Almería)
- Mantecados
- Mostachón (Utrera, Séville)
- Nochebueno
- Leche rizada
- Ochío (Baeza et Úbeda, Jaén)
- Pan de Cádiz
- Pan de higos
- Pastel cordobés (Cordoue)
- Pestiño
- Pionono (Grenade)
- Poleá
- Roscos de Loja
- Tocino de cielo
- Torta del lunes de Quasimodo (Olvera, Cadix)
- Torta loca (Malaga)
- Torta inglesa (Carmona, Séville)
- Torta parda (Cadix)
- Tortas de aceite
- Turrolate (Priego de Córdoba et Rute, Cordoue)
- Yemas del Tajo (Malaga)
- Yemas de San Leandro (Séville)